# Christian Wagner (Musiker)
Christian Wagner (* um 1910; † nach 1943) war ein französischer Jazzmusiker (Klarinette, Altsaxophon), der vor allem durch seine Zusammenarbeit mit Django Reinhardt in Erinnerung bleibt.

## Wirken
Wagner spielte Ende der 1920er-Jahre in Berlin in den Swing-Orchestern von Bernard Etté und Teddy Kline;  Aufnahmen entstanden in dieser Zeit auch mit Klines Formation The Cassidy’s New Rhythmists („Mean to Me“). In den frühen 1930er-Jahren zog er nach Paris, wo er u. a. 1936 bei John Ellsworth and His Orchestra spielte („East of the Sun (and West of the Moon)“, mit Adelaide Hall). Im November 1937 nahm er mit Django Reinhardt, Bill Coleman und Frank „Big Boy“ Goudie den „Big Boy Blues“ auf, in dem Wagner ein Klarinettensolo im dritten Chorus spielte; 1938 entstand ein Rundfunk-Mitschnitt mit Coleman, Goudie und Alix Combelle („Daphne“).
In den frühen 1940er-Jahren spielte Wagner in Paris bei Arthur Briggs and His Swing Band, außerdem im Trio de Saxophones Alix Combelle, („Casquades“/„Reflets“) in dem Christian Wagner an der Seite Hubert Rostaings und Combelles spielte, begleitet von Django und Joseph Reinhardt, Tony Rovira (Bass) und Pierre Fouad (Schlagzeug). Am 18. Dezember 1940 nahm er unter eigenem Namen (Christian Wagner et son orchestre) die Titel „Pour terminer“ und „Pour commencer“ für das Label Swing auf (#SW102); Wagners Studioband gehörten Alix Combelle, Hubert Rostaing, Django Reinhardt, Tony Rovira und Pierre Fouad an.
Am 26. Dezember 1940 kam es zu einer erneuten Studiobegegnung Wagners mit Reinhardt; zu hören sind die beiden in den Bigband-Nummern „Festival Swing 1941“ (mit Charles Delaunay als Ansager) und „Stockholm“. 1941 nahm er mit Noël Chiboust („Tigasso“) und Alex Renard („Mon homme“) auf; am 16. April spielte Wagner zwei weitere Titel („Ella n'a pas tres bon caractere“, „Ne le perdez pas“) für Swing ein (#SW-114); in seiner Band spielten dabei Alex Renard, Roger Fisbach, Hubert Rostaing, Coco Kiehn, Noël Chiboust, Charlie Lewis, Louis Gasté, Tony Rovira und Pierre Fouad. Mit Barellis Orchester nahm er 1942 erneut mit Reinhardt auf („Nympheas“, „Feerie“); am 25. Juni 1942 spielte Wagner zwei weitere Titel („Studio Albert“, „Redemption“) mit Willy Kett (Vibraphon), Ivan Meyer (Piano), Harry Kett (Gitarre), Lucien Simoëns (Bass) und Jean Prince (Schlagzeug) ein. Im Bereich des Jazz war er zwischen 1928 und 1943 an 29 Aufnahmesessions beteiligt, zuletzt im Herbst 1943 mit Combelle („Ca c'fait pas“) und Michel Warlop („Michou“).

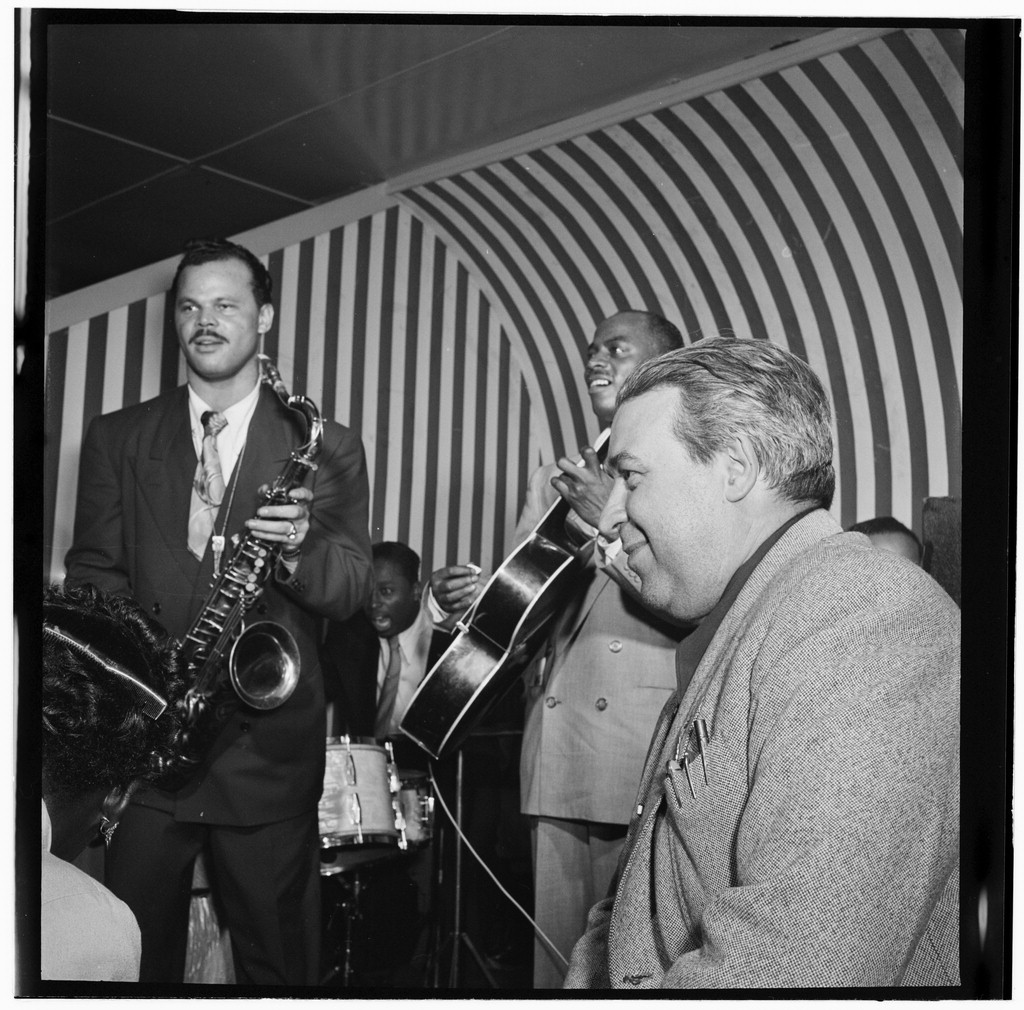
Hugues Panassié (rechts) mit dem Gitarristen Tiny Grimes (Mitte) um 1947 in New York City. Fotografie von William P. Gottlieb

Wagner unterrichtete in den 1920er-Jahren den späteren Jazzkritiker Hugues Panassié auf dem Saxophon und brachte ihm, der zuvor lediglich die Tanzmusik Jack Hyltons und Paul Whitemans sowie ihrer französischen Entsprechungen gekannt hatte, den Hot Jazz von Bix Beiderbecke, Frank Trumbauer und Fletcher Henderson nahe.